# Ronny Hafsås
Ronny André Hafsås född 14 november 1985 i Stårheim är en norsk skidskytt och längdskidåkare.
Hafsås debuterade i Världscupen i skidskytte 2008 och hans bästa placering i är en 6:e plats i sprinttävlingen i Östersund 6 december 2008. 
Han tävlar även i längdskidåkning där han 21 november 2009 vann världscuploppet på 15 km fristil i Beitostølen endast 0,2 sekunder före Vincent Vittoz.